# Primo sangue
Primo sangue (First Blood) è un romanzo del 1972 di David Morrell. Nel 1982 fu adattato nel film Rambo, in cui il protagonista John Rambo è interpretato da Sylvester Stallone.
Il romanzo fu pubblicato in italiano nel 1973 da Feltrinelli, poi ripubblicato da Longanesi nel 1986 come Rambo 1, dopo l'uscita del film e dell'adattamento letterario del sequel Rambo 2 - La vendetta, e come Rambo - Primo sangue da Nicola Pesce Editore nel 2015.

## Trama
Rambo, un veterano della guerra del Vietnam, sta facendo l'autostop nella contea di Madison (Kentucky). Raccolto dal capo della polizia Will Teasle e lasciato ai confini della città, Rambo ritorna ripetutamente, così Teasle lo arresta e lo porta alla stazione di polizia. Viene accusato di vagabondaggio e resistenza all'arresto e viene condannato a 35 giorni di carcere. Essere intrappolato dentro la fredda, umida e piccola cella dà a Rambo un flashback dei suoi giorni come prigioniero di guerra in Vietnam, così l'uomo aggredisce i poliziotti mentre cercano di tagliargli barba e capelli, uccidendone uno con il rasoio. Fugge, ruba una moto e si nasconde nelle montagne vicine. Egli diventa così il centro di una caccia all'uomo che si traduce nella morte di molti agenti di polizia, civili e uomini della Guardia Nazionale.
Dopo essere ritornato nella città in cui è iniziato il suo conflitto con Teasle, Rambo è finalmente braccato dallo sceriffo e dal capitano delle forze speciali Samuel Trautman. Teasle, usando la sua conoscenza locale, riesce a sorprendere Rambo e gli spara al petto, ma è lui stesso ferito allo stomaco da un colpo di ritorno. Poi cerca di inseguire Rambo mentre fa un ultimo tentativo di fuga dalla città. Nonostante entrambi gli uomini siano moribondi, sono guidati dall'orgoglio e dal desiderio di giustificare le loro azioni. Rambo, dopo aver trovato un posto in cui si sente a suo agio, si prepara a suicidarsi facendo esplodere un candelotto di dinamite contro il suo corpo; tuttavia, dopo aver visto Teasle che lo segue, decide che sarebbe più onorevole continuare a combattere e venire ucciso dal fuoco di ritorno di Teasle.
Rambo spara a Teasle e, con sua grande sorpresa e delusione, lo colpisce. Per un momento riflette su come abbia perso la sua possibilità di una morte decente, ma poi sente improvvisamente l'esplosione che si era aspettato, ma nella testa, e muore soddisfatto. Trautman torna dal morente Teasle e gli dice che ha ucciso Rambo con il suo fucile da caccia. Teasle si rilassa, vive un momento di affetto per Rambo, e poi muore per le sue ferite.